# Judbarra nationalpark
Judbarra nationalpark är en nationalpark i Australien.   Den ligger i regionen Victoria-Daly och delstaten Northern Territory, i den norra delen av landet, 2 900 km nordväst om huvudstaden Canberra.